# Forêt nationale d'Ashley
La forêt nationale d'Ashley – ou Ashley National Forest en anglais – est une aire protégée américaine entre l'Utah et le Wyoming. Créée le 1er juillet 1908, cette forêt nationale protège 5 594 km2.